# Salzgitter-Bunker in Krumpa

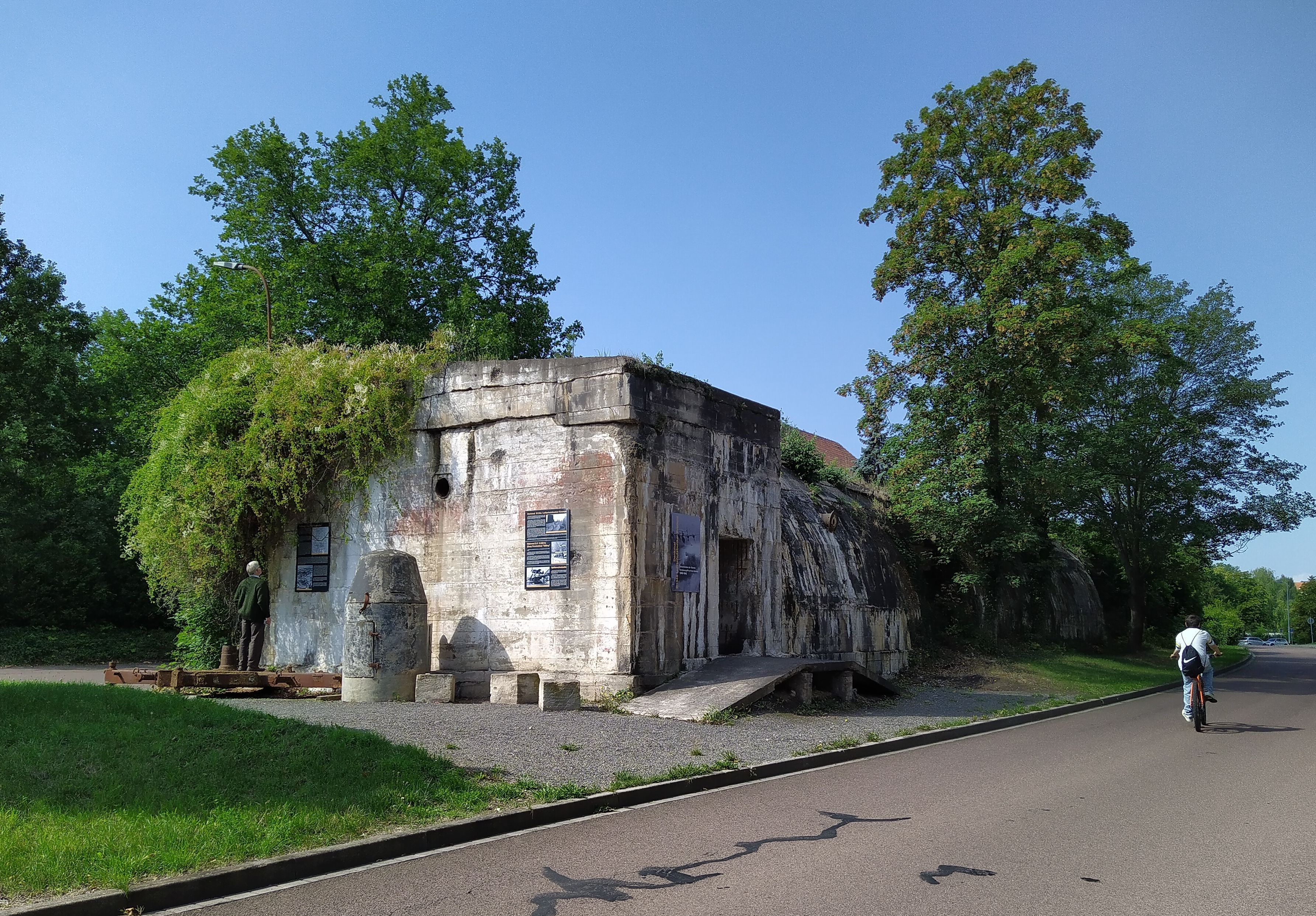
Außenansicht mit Eingang

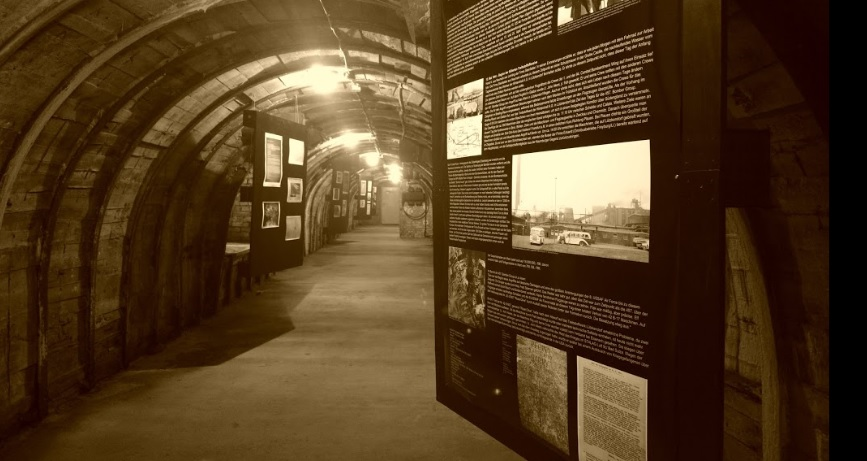
Innenansicht des Luftschutzbunker Krumpa Bau 134a

Der Salzgitter-Bunker in Krumpa, auch Bau 134a genannt, ist ein im Zweiten Weltkrieg gebauter Luftschutzbunker vom Typ Salzgitter in Krumpa in Sachsen-Anhalt. Er entstand 1944 und diente der damaligen Verwaltung und Direktion des Mineralölwerks Lützkendorf der Wintershall A.G. als Schutz- und Befehlsbunker. Insgesamt waren von diesem Bunkertyp 16 Luftschutzbunker auf dem Gelände des Mineralölwerks geplant, von denen aufgrund von Materialknappheit nur 8 Bunker errichtet wurden.
Nach Kriegsende verblieb das Objekt im Eigentum des Nachfolgewerkes VEB Mineralölwerk Lützkendorf und wurde unterschiedlich genutzt. Mit der Stilllegung des Werkes 1998 kam das Objekt in kommunales Eigentum.
Im Jahr 2013 gründete sich eine Interessengemeinschaft, die sich zur Aufgabe stellte, die Ereignisse der alliierten Treibstoffoffensive 1944/45 und deren Auswirkungen auf das Geiseltal zu dokumentieren. Seit 2014 befindet sich dazu eine Dokumentation in bescheidener Form im Luftschutzbunker B134a, die in den kommenden Jahren weiter ausgebaut und vervollständigt werden soll.